# Colecționarul de ochi
Colecționarul de ochi (titlu original See No Evil cunoscut și ca  Blind Terror) este un film thriller-de groază psihologic britanic din 1971 regizat de Richard Fleischer.

## Prezentare
După un accident de călărie, Sarah orbește. Apoi ea locuiește în casa unchiului său. După ce toată familia este ucisă de un criminal în serie, Sarah se întreabă unde sunt cadavrele acestora și trebuie să supraviețuiască.

## Distribuție
- Mia Farrow -  Sarah
- Dorothy Alison -  Betty Rexton
- Robin Bailey -  George Rexton
- Diane Grayson -  Sandy Rexton
- Brian Rawlinson -  Barker
- Norman Eshley -  Steve Reding
- Paul Nicholas -  Jacko